# Jair Bernal
Jair Humberto Bernal Sepúlveda (Tunja, Boyacá, 12 de febrero de 1968) es un exciclista colombiano de ruta.

## Palmarés
1987
- 2.º en la Vuelta a Guatemala

1989
- Clásica de El Carmen de Viboral
- Vuelta a El Salvador
- 3.º en la Vuelta a Guatemala[1]

1992
- 3.º en el Tour de Guadalupe
- 1 etapa de la Vuelta a Colombia
- 2.º en la Vuelta a Guatemala[2]

1993
- 2.º en el Clásico RCN

1996
- 3.º en el Clásico RCN, más 2 etapas

1997
- 2.º en la Vuelta a Colombia[3]

- 2.º en la Vuelta a Boyacá[4]

2000
- 1 etapa en la Vuelta a Costa Rica

## Equipos
- Pony Malta - Avianca (Aficionado) (1989-1991)
- Pony Malta - Avianca (1992-1993)
- Kelme (1994)
- Kelme - Sureña (1995)
- Todos por Boyacá (1996)
- Todos por Boyacá - Lotería de Boyacá (1997)
- Kross - Selle Italia (1998)
- Lotería de Boyacá - Apuestas Chiquinquirá (1999)
- Lotería de Boyacá (2000-2002)